# Lepturges canocinctus
Lepturges canocinctus là một loài bọ cánh cứng trong họ Cerambycidae.